# Жмакино (Ульяновская область)
Жмакино — деревня в Базарносызганском районе Ульяновской области. Входит в состав Сосновоборского сельского поселения.

## География
Населённый пункт расположен в верховьях реки Инза в 27 километрах к югу от рабочего посёлка Базарный Сызган — административного центра района. Расстояние до Ульяновска — 145 километров.

### Часовой пояс
Жмакино, как и вся Ульяновская область, находится в часовой зоне МСК+1. Смещение применяемого времени относительно UTC составляет +4:00.

## История
Бывшая д. Жмаковка Городищенского уезда Пензенской губернии.
В 1929 году деревня Жмакино вошла в состав Вороновского с/с Кузнецкого района Средне-Волжского края.

## Население
| 2010 |
| ---- |
| 4    |

Население деревни: в 1930 г. — 574 человека,  в 1996 году — 14 человек.2022 -3 человека

## Инфраструктура
В деревне расположена всего одна улица: Рогожная.